# Parque del Balneario El Almeal
Parque del Balneario El Almeal ist ein Wasser- und Freizeitpark in der mexikanischen Stadt Cuautla im Bundesstaat Morelos, die östlich der Landeshauptstadt Cuernavaca und südlich von Mexiko-Stadt liegt. In den 1950er und frühen 1960er Jahren befand sich auf dem Gelände des seinerzeitigen Parque del Balneario der Fußballplatz des CD Cuautla, in dem dieser seine Heimspiele in der Primera División und der Segunda División bestritt, bevor der Verein sein neues Domizil Estadio Isidro Gil Tapia bezog.

## Geschichte
Durch die vom Vulkan Popocatépetl und seiner Schneeschmelze erzeugten Fließgewässer sowie dem günstigen Klima des die Stadt umgebenden Tals ist Cuautla ein Badeort und das 1974 in seiner heutigen Form eröffnete Balneario Ejidal El Almeal einer seiner wichtigsten Schauplätze.
El Almeal stammt aus dem Nahuatl und bedeutet Ort, an dem das Wasser geboren wird. Neben der hiesigen Süßwasserquelle, die seit etwa fünf Jahrhunderten vom Popocatépetl gespeist wird, verfügt der Park über ein Schwimmbecken mit Fließwasser, ein Becken mit einer Wasserrutsche, diverse Spielmöglichkeiten für Kinder sowie Spielplätze für Basketball und Volleyball. 
In den 1950er Jahren beherbergte das Gelände auch einen Fußballplatz, auf dem die Mannschaft des CD Cuautla ihre Heimspiele in der mexikanischen Primera División bestritt, der sie von 1955 bis 1959 angehörte. Auch die Begegnungen im mexikanischen Pokalwettbewerb gegen die beiden großen Erzrivalen des mexikanischen Fußballs, América (1:0-Sieg in der Saison 1956/57) und Chivas Guadalajara (2:5-Niederlage in der Saison 1958/59), wurden im Parque del Balneario bestritten. 
Während des mexikanischen Unabhängigkeitskriegs war der Parque del Balneario ein strategischer Ort, an dem General Calleja y de Llano mit seinen royalistischen Truppen der Stadt am 10. März 1812 schwere Schäden zufügte. Später war er Drehort für Filmproduktionen während der „goldenen Epoche“ des mexikanischen Films unter Mitwirkung nationaler Filmstars wie Jorge Negrete, María Félix und Pedro Armendáriz.